# شراب کشمشی

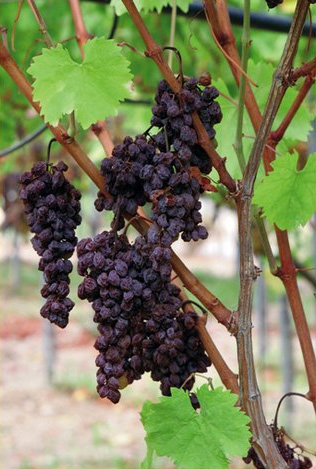
خشک شدن انگور روی دار

شراب کاهی یا شراب کشمشی، شرابی است که از انگورهایی استفاده می‌کند که برای غلیظ شدن خشک شده‌اند. نتیجه مشابه این فرایند شراب یخی است، اما فرایند تولید شراب کشمشی فرآیندی بسیار قدیمی تر و مناسب برای آب و هوای گرم است. قدمت این تکنیک به دوران پیش از کلاسیک بازمی‌گردد و این شراب‌ها در زمان رومی‌ها و در اواخر قرون وسطی / اروپای رنسانس مد شدند. به‌طور سنتی، بیشتر تولید این شراب‌ها در یونان، جزایر سیسیل، قبرس، شمال ایتالیا و کوه‌های آلپ فرانسه بوده‌است. با این حال، در حال حاضر تولیدکنندگان در مناطق دیگر نیز از این روش استفاده می‌کنند.
در روش کلاسیک، پس از برداشت دقیق دستی، خوشه‌های منتخب انگور رسیده در آفتاب کامل روی حصیرها قرار می‌گیرند. و فرایند خشک کردن حدود یک هفته یا کمی بیشتر طول می‌کشد.
همچنین می‌توان از قفسه‌های قابل حمل به‌راحتی به‌جای حصیر یا توری استفاده کرد، یا انگورها روی زمین در زیر تاک‌ها رها شوند، یا حتی انگور روی تاک آویزان شوند. ساقه پیچ خورده از نظر فنی، انگور باید از درخت انگور جدا شود تا شراب «شراب کاهی» باشد.
تکنیک دقیق استفاده شده با توجه به شرایط محلی، سنت‌ها و نوآوری‌های روزافزون متفاوت است. در برخی مناطق، انگورها را ابتدا در آفتاب می‌گذارند و بعد روی آن را می‌پوشانند یا شب‌ها روی آن را می‌پوشانند تا از ریزش شبنم محافظت کنند. در مناطق سردتر و دمپر، کل فرایند خشک کردن در داخل خانه، در کلبه‌ها، اتاق‌های زیر شیروانی یا گلخانه‌ها انجام می‌شود.
شراب‌های کاهی معمولاً شراب‌های سفید شیرین تا بسیار شیرین هستند، از نظر چگالی و شیرینی شبیه به Sauternesهستند اما به‌طور بالقوه شیرین‌تر هستند. آنها قادر به پیری طولانی هستند. در اطراف ورونا انگور قرمز خشک می‌شود و به دو روش مختلف تخمیر می‌شود تا یک شراب قرمز قوی خشک (Amarone) و یک شراب قرمز شیرین (Recioto della Valpolicella) تولید شود.